# Apertură

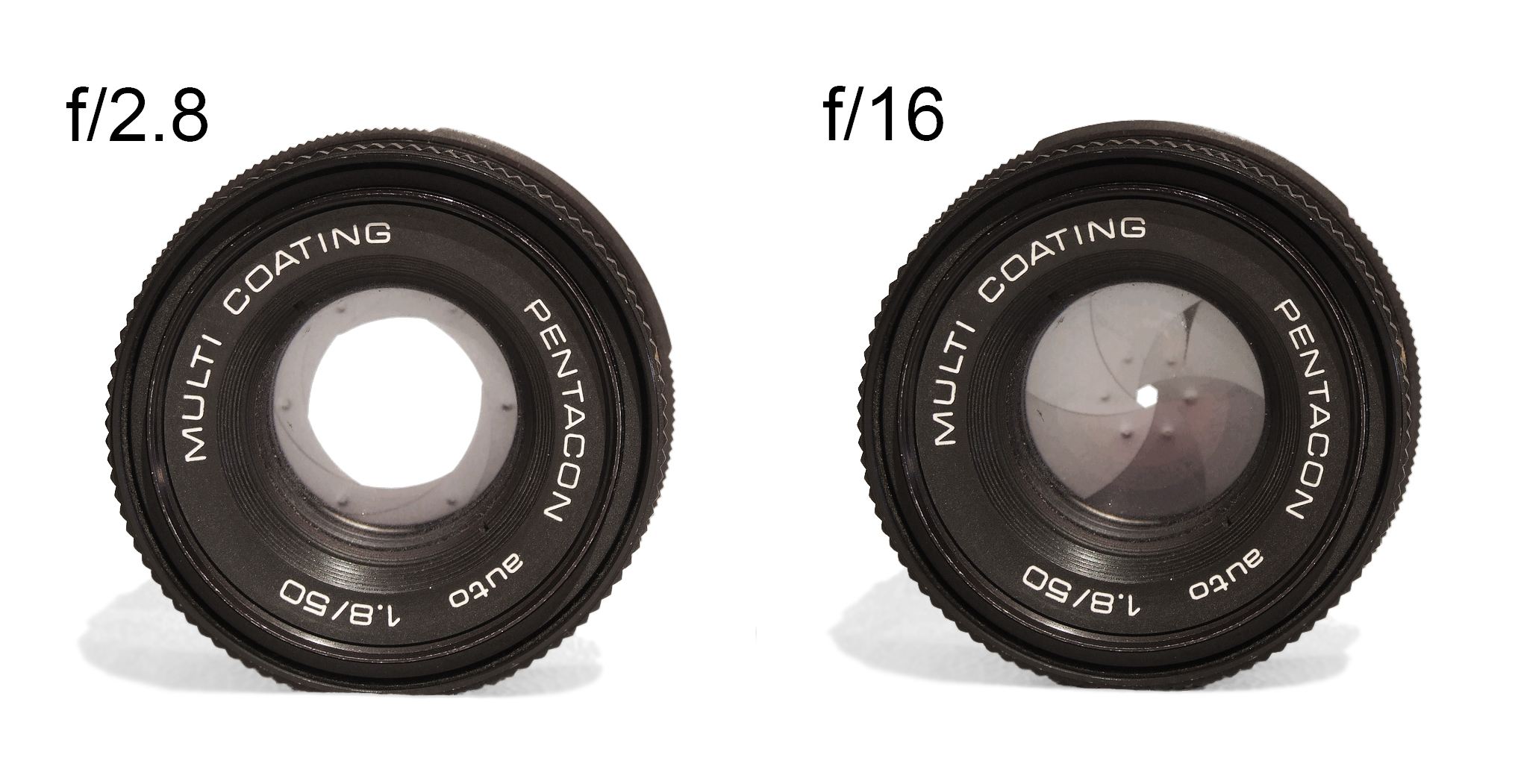
O apertură mare (1) şi una mică (2)

În optică, apertura reprezintă dimensiunea orificiului prin care trece lumina.  Într-un aparat fotografic, diafragma este partea mecanică care controlează apertura.